# Rottumeroog
Rottumeroog est une île côtière néerlandaise dans la Mer des Wadden. Elle fait partie des îles de la Frise Occidentale et est rattachée à la commune d'Het Hogeland. Elle n'a pas d'habitation permanente.
Elle est aussi connue sous le nom commun de Rottum avec les deux petites autres îles inhabitées de Rottumerplaat et Zuiderduintjes.